# Выборы в Национальную ассамблею Бутана (2023—2024)
Очередные выборы в Национальную ассамблею Бутана прошли в 2023 и 2024 годах. Первый тур состоялся 30 ноября 2023 года, а второй — 9 января 2024 года.

## Предыстория
На выборах 2018 года до этого непредставленная в Национальной ассамблее «Объединённая партия Бутана» (ОПБ) получила большинство мест, а её лидер Лотай Церинг был избран премьер-министром.
В течение 2018—2023 годов ОПБ одерживала победу на довыборах четырежды, сохранив за собой место от Монггара и выиграв у «Партии мира и процветания» (ПМП) места от Чхукхор-Танга, Нганглама и Кхамданга-Рамджара. Первые два из приведённых округов являлись оплотами ПМП, где партия никогда ранее не теряла места.
В 2022 и 2023 годах были зарегистрированы две новые партии — «Партия единства Бутана» и «Бутанская партия тендрела».
В январе 2023 года «Бутанская партия всеобщего равенства» отказалась от регистрации после 10 лет существования из-за низкой активности, трудностей с финансированием и поиском нового лидера партии. На выборах 2018 года партия получила поддержку 9,78 % избирателей и заняла четвёртое (последнее) место, непройдя в парламент.

## Электоральная система
Все 47 депутатов Национальной ассамблеи избираются по одномандатным округам. Сначала проводятся первичные выборы, на которых избиратели голосуют за кандидатов от партий. Затем две лучше выступившие в первом туре партии выставляют кандидатов в основном (втором) туре голосования, в котором депутаты избираются с использованием голосования по принципу «первый прошедший».

## Результаты
|                                                                                                   |                                       |            |            |            |            |            |            |
| Партия                                                                                            | Партия                                | Первый тур | Первый тур | Второй тур | Второй тур | Второй тур | Второй тур |
| Партия                                                                                            | Партия                                | Голоса     | %          | Голоса     | %          | Места      | +/-        |
|                                                                                                   | Народно-демократическая партия Бутана | 133 217    | 42,54      | 179 652    | 54,98      | 30         | ▲30        |
|                                                                                                   | Бутанская партия тендрела             | 61 331     | 19,58      | 147 123    | 45,02      | 17         | ▲17        |
|                                                                                                   | Партия мира и процветания             | 46 694     | 14,91      |            |            | 0          | ▼17        |
|                                                                                                   | Объединённая партия Бутана            | 41 106     | 13,13      | 0          | ▼30        |            |            |
|                                                                                                   | Партия единства Бутана                | 30 814     | 9,84       | 0          | ▬0         |            |            |
| Всего голосов                                                                                     | Всего голосов                         | 313 162    | 100        | 326 775    | 100        | 47         | 0          |
| Зарегистрированных избирателей/явка                                                               | Зарегистрированных избирателей/явка   | 497 058    | 63,00      | 498 135    | 65,60      | -          | -          |
| Источники: Избирательная комиссия Бутана (первый тур), Избирательная комиссия Бутана (второй тур) |                                       |            |            |            |            |            |            |